# Jacob Reinhold de Pont
Jacob Reinhold de Pont (Depong), född 18 september 1718 i Uppsala, död 4 maj 1788 på Lachtis gård i Somero socken, var en svensk-finsk industrialist.
Jacob Reinhold de Pont var son till majoren vid Karelska dragonregementet Mårten Depong (Depont, de Pont). Han blev student vid Kungliga Akademien i Åbo 1733 och åtnjöt även privatundervisning av Johan Wallenius. 1740 förordades han att utföra indelningen av salpetersjuderierna i Åbo och Björneborgs län. Enligt egna uppgifter skall han även tjänstgjort som kanslist, registrator och notarie i Krigskollegium, men avgick 1748. 
De Pont hade då under tiden fått intresse för industriell verksamhet, särskilt glastillverkning. Vid den här tiden saknades helt glasbruk i Finland. I juni 1746 ansökte han om att få anlägga ett glasbruk på ett ödeshemman i Nedre Sääksmäki härad. 12 februari 1748 erhöll han tillstånd att på fyra ödeshemman i Sillanpää by i Somero socken grunda ett glasbruk. Som medintressenter tog han sin far major Mårten Depong som ägde 2/18 av företaget och legationssekreteraren Johann Heinrich Titzschkau, som ägde 7/18. Jacob Reinhold de Pont ägde själv halva företaget. Redan i slutet av 1748 kunde man inleda produktionen vid det som kom att kallas Åviks glasbruk. Här fanns då en smältugn med sex deglar, en torkugn med kylrum och två kittlar för beredning av pottaska. 
1751 utvidgades anläggningen betydligt. Glasblåsarna hämtades huvudsakligen utomlands ifrån med finska lärlingar, och redan 1751 kunde man anställa finländare som glasblåsare. Av glasblåsarna på 1750-talet en tredjedel med tillverkning av fönsterglas. De övriga tillverkade alla möjliga typer av glas, karaffer, buteljer, fickpluntor, bläckhorn, bägare, glas, ljusstakar med mera. Fadern Mårten Depong dog 1750 och 1757 lämnade Johann Heinrich Titzschkau företaget. I stället gick brukspatron Johan Jacob Kijk från Tyko och Jacob Bremer. Bremer köpte 1762 upp Kijks andel, och gjorde sig senare till ägare av halva glasbruket. Då Bremer avled 1785 blev dock de Pont ensam ledare för glasbruket. Fram till 1780-talet förblev Åvik Finlands enda glasbruk. Det var under hela Jacob Reinhold de Ponts levnad ett lönsamt företag, men kom efter hans död, delvis på grund av Gustaf III:s ryska krig att gå sämre.
Jacob Reinhold de Pont erhöll 1758 direktörs titel med lika heder och rang som assessorerna i kollegierna. Han var ledamot av Patriotiska sällskapet. Förutom Åviks glasbruk ägde han bland annat Långsjö skatterusthåll och Lachtis berustade säteri samt ett finbladigt sågverk i Sankt Mårtens socken